# Marcel Adamczyk
Pour les articles homonymes, voir Adamczyk.
Marcel Adamczyk, né le 5 janvier 1935 à Giraumont (Meurthe-et-Moselle) et mort le 10 février 2023 à Nancy, est un footballeur français.

## Biographie
Encore junior, Adamczyk joue avec son frère en équipe première à l'AS Giraumont (DH Lorraine). Il s'illustre notamment à l'occasion d'un match de Coupe de France 1952-1953 face aux professionnels du Red Star.
Ce défenseur athlétique quitte l'AS Giraumont pour rejoindre le FC Metz, mais il refuse de signer un contrat professionnel « au rabais », et revient alors à l'AS Giraumont. Il passe finalement pro en 1960 à Nancy. Dans la foulée, il est sélectionné en équipe de France B contre l'Italie B. Avec Nancy, il dispute la finale de la Coupe de France 1962, perdue 1-0 face à l'AS Saint-Étienne.
Il quitte Nancy qui se dirige vers le dépôt de bilan pour signer à Lille où il connait son unique sélection en équipe de France contre la Bulgarie à Sofia. Son mutisme lui valut le surnom de « Martien ».
Après sa carrière professionnelle, il joue avec le club corpo de Bergerat-Monnoyeur avec lequel il dispute la finale de la Coupe nationale corpo en 1970.
Le LOSC, club auquel il a joué de 1963 à 1968, annonce son décès par la voie d'un communiqué le 13 février 2023.

## Carrière
- AS Giraumont
- 1954-1955 :  FC Metz
- 1955-1957 :  AS Giraumont
- 1957-1958 :  FC Metz
- 1958-1960 :  AS Giraumont
- 1960-1963 :  FC Nancy
- 1963-1968 :  Lille OSC
- 1968-1971 :  Bergerat-Monnoyeur (corpo)[3]

## Palmarès
- Finaliste de la Coupe de France en 1962 avec le FC Nancy
- Champion de France de D2 en 1964 avec le Lille OSC
- Finaliste de la Coupe nationale corpo en 1970 avec l'entreprise Bergerat-Monnoyeur
- 1 sélection en équipe de France en 1963

## Statistiques
- 246 matchs et 0 but en Division 1
- 32 matchs et 0 but en Division 2